# It (pel·lícula de 2017)
It (originalment en anglès: It o It: Chapter One) és una pel·lícula estatunidenca de terror sobrenatural dirigida per Andy Muschietti, basada en la novel·la homònima escrita per Stephen King. El guió és de Chase Palmer, Cary Fukunaga i Gary Dauberman. La pel·lícula explica la història de set nens de Derry, a Maine, que estan terroritzats per Allò, només per enfrontar-se amb els seus propis dimonis en el procés. La novel·la ja havia estat adaptada en una minisèrie el 1990. La pel·lícula fou doblada i subtitulada al català.
La pel·lícula és protagonitzada per Jaeden Lieberher i Bill Skarsgård com Bill Denbrough i Pennywise "the Dancing Clown", respectivament, juntament amb Jeremy Ray Taylor, Sophia Lillis, Finn Wolfhard, Wyatt Oleff, Chosen Jacobs, Jack Dylan Grazer, Nicholas Hamilton i Jackson Robert Scott com a actors secundaris. La major part de la filmació es va realitzar al barri de Riverdale de Toronto entre el 27 de juny i el 21 de setembre de 2016. També es van realitzar escenes en altres indrets d'Ontario, com ara Port Hope o Oshawa.
It es va estrenar a Los Angeles el 5 de setembre de 2017, i va començar a emetre's als cinemes dels Estats Units el 8 de setembre d'aquell any. Des que es va estrenar, la pel·lícula va batre diversos rècords de taquilla, recaptant $700 milions de dòlars a tot el món. Sense ajustar la inflació, en aquell moment es tractà de la pel·lícula de terror que més havia recaptat de la història, i la tercera pel·lícula classificada com a R en concepte de recaptació (després de Deadpool i The Matrix Reloaded). Va rebre bones crítiques, destacant les interpretacions, la direcció, la fotografia i la música, essent considerada per molts una de les millors adaptacions de la història d'una novel·la de Stephen King.
Una seqüela, It: Chapter Two, va ser estrenada el 6 de setembre de 2019.

## Repartiment
- Jaeden Lieberher com a William "Bill" Denbrough
- Bill Skarsgård com a It/ Pennywise el Pallasso que Balla
- Wyatt Oleff com a Stanley "Stan" Uris
- Jeremy Ray Taylor com a Benjamin "Ben" Hanscom
- Sophia Lillis com a Beverly "Bev" Marsh
- Finn Wolfhard com a Richard "Richie" Tozier
- Jack Dylan Grazer com a Edward "Eddie" Kaspbrak
- Chosen Jacobs com a Michael "Mike" Hanlon
- Nicholas Hamilton com a Henry Bowers
- Jackson Robert Scott com a George "Georgie" Denbrough

A més, també hi apareixen: Owen Teague (Patrick Hockstetter); Logan Thompson (Victor "Vic" Criss); Jake Sim (Reginald "Belch" Huggins); Javier Botet López i Tatum Lee (It en diverses formes); Stephen Bogaert (Alvin Marsh); Molly Atkinson (Sonia Kaspbrak); Geoffrey Pounsett (Zack Denbrough); Pip Dwyer (Sharon Denbrough); Stuart Hughes (Oscar "Butch" Bowers); Steven Williams (Leroy Hanlon); Ari Cohen (Rabbi Uris); i Joe Bostick i Megan Charpentier (Mr. Keene i Gretta Keene)